# Ibri College of Technology
Das Ibri College of Technology ist ein staatliches College in Ibri in Oman. Es ist das jüngste der sieben Technical Colleges in Oman und zählt zum tertiären Bildungssektor.
Das College nahm mit der Aufnahme der ersten Studenten in den Vorstudienlehrgang im akademischen Jahr 2007/08 seinen Lehrbetrieb auf.
Das College befindet sich auf einem eigenen Campus. Auf dem Gelände befinden sich Lehrgebäude der verschiedenen Fachrichtungen sowie ein Sprachzentrum für Englisch. Daneben befinden sich auf dem Areal ein Verwaltungsgebäude, eine Bibliothek, eine Mensa für männliche Studenten und Besucher, eine Mensa für weibliche Studierende, ein Fußballplatz, eine Moschee sowie mehrere Parkplätze.
Zulassungsvoraussetzung ist das General Secondary School Certificate, das nach einem 12-jährigen Schulbesuch erworben werden kann. Angeboten werden einjährige Zertifikatskurse, zweijährige Diploma-Kurse sowie dreijährige Higher-Diploma-Kurse in Engineering, Business Studies sowie Information Technology. Daran kann man an einer anderen Einrichtung ein weiteres Jahr anschließen, um den akademischen Grad eines Bachelor zu erwerben.
Im akademischen Jahr 2008/2009 studierten insgesamt 1232 Studierende (davon 372 Studentinnen) am College.

## Fußnote
1. ↑   Vgl. Sultanate of Oman, Ministry of National Economy: Statistical Year Book, Thirty-Eighth Issue - November 2009, section 19-24, S. 422.